# Samurai Warriors 5
Samurai Warriors 5, in Japan als Sengoku Musou 5 (jap.: 戦国無双5, Hepburn: Sengoku Musō 5) erschienen, ist ein Hack-and-Slay-Videospiel, das von Omega Force entwickelt und von Koei Tecmo veröffentlicht wurde. Nachdem das Spiel am 24. Juni 2021 in Japan erschienen ist, erschien es am 27. Juli 2021 auch weltweit für die Nintendo Switch, PlayStation 4, Xbox One und über Steam für Windows-Systeme. Es ist der 5. Teil der Samurai-Warriors-Hauptreihe, die ein Ableger der Dynasty-Warriors-Reihe ist.
Wie seine Vorgänger spielt auch dieser Teil während der Sengoku-Zeit der japanischen Geschichte. Genauer basiert die Handlung von Samurai Warriors 5 auf den Biografien von Oda Nobunaga sowie Akechi Mitsuhide. Das Spiel ist ein Reboot seiner Reihe und beginnt daher mit Nobunagas Jugend, durchläuft aber weitere Schlachten der Sengoku-Zeit bis hin zum Honnōji-Zwischenfall.

## Handlung
Samurai Warriors 5 spielt während der Sengoku-Zeit des feudalen Japans Mitte des 16. Jahrhunderts. Zuvor herrschte in Japan das Ashikaga-Shogunat. Ein Erbfolgestreit führte zum Ōnin-Krieg, einem Bürgerkrieg, nach dem das Shogunat seine Macht verlor und Japan in mehrere Territorien ohne zentrale Regierung zerfiel. Während dieser Zeit herrschten mehrere Daimyō, japanische Fürsten, über die etwa 200 Territorien und kämpften um die Vorherrschaft. Die Handlung des Spiels ist in zwei Hälften geteilt. Die erste Hälfte verfolgt das Leben von Nobunaga Oda, Oberhaupt des Oda-Clans und zunächst kleiner Daimyō der Provinz Owari. Die zweite Hälfte verfolgt stattdessen das Leben von Mitsuhide Akechi, der zu einem wichtigen Gefolgsmann des Oda-Clans wird.
Im Laufe der Handlung trifft Nobunaga auf Mitsuhide Akechi, der sich ihm anschließt, um Japan zu vereinen und zu reformieren. Die Handlung schließt mit dem Honnōji-Zwischenfall ab, bei dem Mitsuhide beim Tempel Honnō-ji Nobunaga verrät und diesen dazu bringt, Selbstmord (Seppuku) zu begehen.

## Spielprinzip

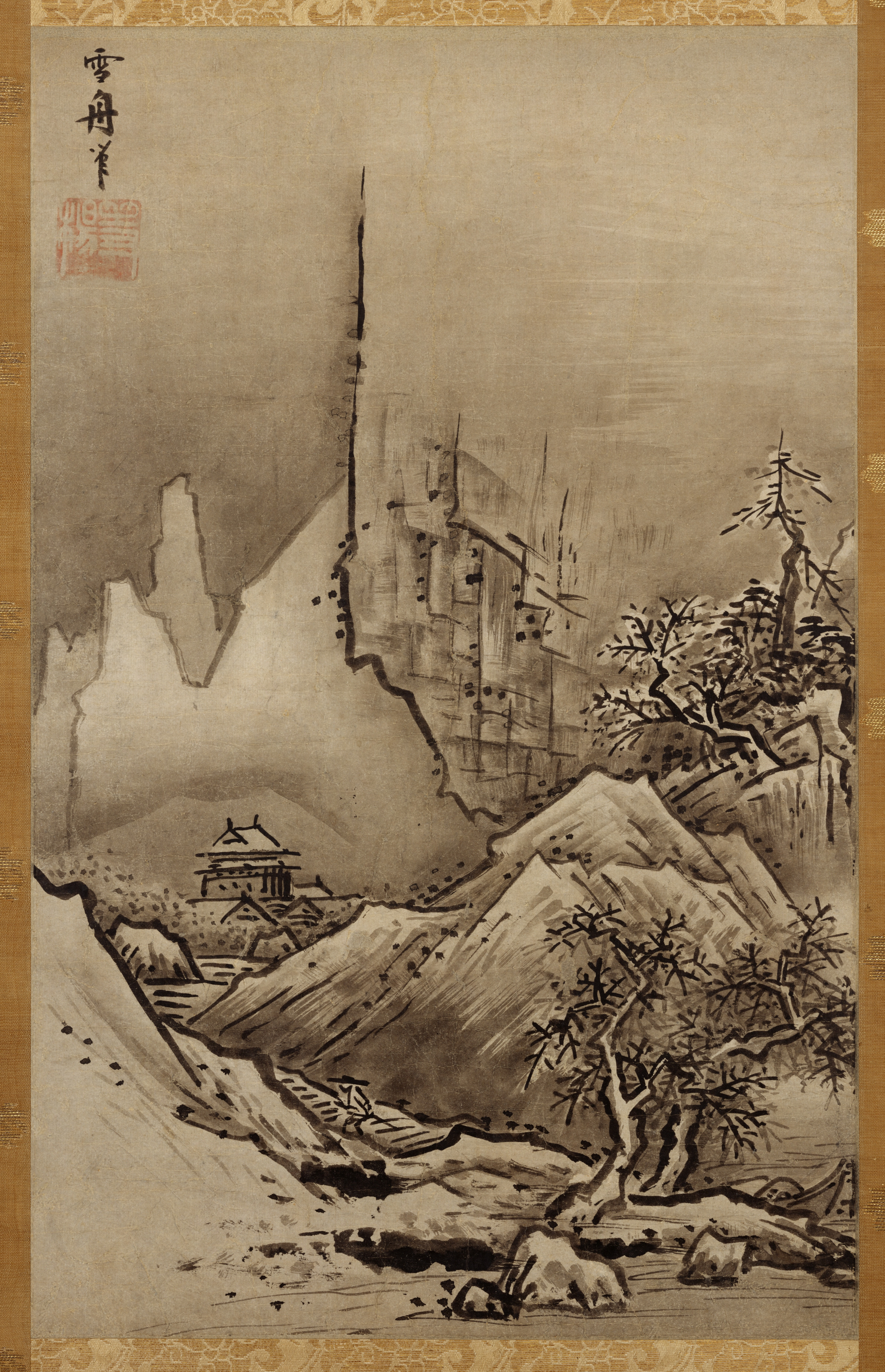
Während der Musou-Rausch-Angriffe ändert sich der Animationsstil des Spiels; er endet mit einem Bild im Stil der japanischen Tuschemalerei.

Samurai Warriors 5 ist ein Hack-and-Slay-Videospiel und legt daher seinen Fokus auf Schlachten gegen Gegner. Als Teil des nach der Dynasty-Warriors-Reihe benannten Musou-Subgenres tritt der Spieler in den Schlachten gegen Tausende Gegner gleichzeitig an. Der Spieler steuert verschiedene Charaktere aus der japanischen Sengoku-Zeit. Während er zunächst nur den Protagonisten Nobunaga Oda steuern kann, schaltet er im Laufe der Handlung weitere spielbare Charaktere frei. Das Spiel selbst besteht aus zwei verschiedenen Spielmodi.
Der Musou-Modus ist der Modus des Spiels, in dem die Handlung des Spiels durch Schlachten vorangetrieben wird. Ziel der Schlachten ist, eine Abfolge von Aufgaben zu bewältigen, die meistens darin bestehen, bestimmte gegnerische Kommandanten oder eine bestimmte Anzahl an Gegnern zu erledigen. Zum Schluss muss oft der Kommandant der gegnerischen Armee besiegt werden. Auf dem Schlachtfeld stehen neben den spielbaren Charakteren auch mehrere Baracken, die in gewissen Abständen schwache nicht spielbare Charaktere aussenden. Durch Besiegen des Baracken-Hauptmannes nimmt der Spieler die Baracken des Gegners ein.
Im Spiel gibt es mehrere Waffenarten, von denen jeder spielbare Charakter alle verwenden kann. Jedoch hat jeder Charakter eine präferierte Waffe, mit der er eine größere Auswahl an Angriffen hat. Die Angriffe selbst teilen sich auf in schwache und starke Angriffe. Diese zwei Arten kann der Spieler zu einer langen Angriffsfolge kombinieren. Mit jedem erzielten Treffer füllt sich eine Spezialleiste, die Musou-Leiste. Bei voller Musou-Leiste kann der Spieler einen starken Musou-Angriff auslösen. Eine weitere Leiste ist die Blutrausch-Leiste. Wird diese Leiste gefüllt und ausgelöst, so ist der Charakter für eine begrenzte Zeit stärker und schneller. Nach Abschluss dieser Zeit wird ein Musou-Rausch-Angriff ausgeführt, ein besonders mächtiger Spezialangriff. Zusätzlich gibt es noch weitere Fähigkeiten, mit denen der Spieler seine Charaktere ausrüsten kann und die deren Statuswerte erhöhen oder ihnen bestimmte Angriffe verleihen. Durch das Besiegen vieler Gegner erhält ein spielbarer Charakter Erfahrungspunkte, durch die ein Charakter ein höheres Level erreichen und somit stärker werden kann. Am Ende einer Schlacht erhält der Spieler zusätzlich Bonus-Erfahrungspunkte, die er auf alle spielbaren Charaktere – auch die nicht in der Schlacht benutzten – verteilen kann.
Der zweite Modus von Samurai Warriors 5 ist der Zitadellen-Modus. In diesem Modus wählt der Spieler zwei spielbare Charaktere, um das Hauptquartier zu beschützen. Der Spieler erhält dabei weitere schwächere Truppen, die er aussenden kann, um die Gegner an den Eintritt in das Hauptquartier zu hindern. Durch das Abschließen einer Mission im Zitadellen-Modus erhält der Spieler Materialien, die er dazu nutzen kann, Gebäude seiner Heimatburg zu verbessern und sich somit auch im Musou-Modus Vorteile zu verschaffen. Durch gemeinsames Kämpfen zweier Charaktere im Zitadellen-Modus erhöht sich die Beziehung zwischen ihnen und der Spieler kann eine kurze Eventszene freischalten, in der er mehr über die Charaktere und deren Beziehung zueinander erfährt.

## Entwicklung
Samurai Warriors 5 wurde von Omega Force entwickelt und von dessen Mutterunternehmen Koei Tecmo herausgegeben. Produzent des Spiels war Hisashi Koinuma, der CEO von Koei Tecmo.
Nachdem mehrere Ableger der Warriors-Reihe wie Hyrule Warriors auch außerhalb Japans erfolgreich gewesen sind, plante Koinuma, dass die Handlung des neuen Samurai-Warriors-Teils auch für Neueinsteiger verständlich sein solle. Daher wurde aus Samurai Warriors 5 ein Reboot der Reihe, das nicht mehr an die Handlungen der Vorgänger anknüpft. Als Zeitraum der Handlung sei die Zeit nach Ende des Ōnin-Kriegs bis zu den Schlachten Oda Nobunagas gewählt worden, da Koinuma zufolge für das Verständnis dieser Schlachten wenig historischer Kontext nötig sei.
Der Titelsong One Nation wurde von der japanischen Popband EXILE gesungen. One Nation erschien im Mai 2021 als die 10. Download-Single dieser Band.
Die Cutscenes in Samurai Warriors 5 wurden auf Japanisch vertont. Auch während der Schlachten sind die Stimmen der verschiedenen Charaktere zu hören. Die folgende Tabelle gibt eine Übersicht über die 27 spielbaren Haupt- und die 10 spielbaren Nebencharaktere, über deren historischen Hintergründe sowie über deren japanischen Synchronsprecher:
| Figur                       | Historische Person        | Synchronsprecher    |
| --------------------------- | ------------------------- | ------------------- |
| Nobunaga Oda                | Oda Nobunaga              | Nobunaga Shimazaki  |
| Mitsuhide Akechi            | Akechi Mitsuhide          | Hikaru Midorikawa   |
| Hideyoshi Hashiba           | Toyotomi Hideyoshi        | Yūto Uemura         |
| Ieyasu Tokugawa             | Tokugawa Ieyasu           | Ryōta Ōsaka         |
| Yoshimoto Imagawa, Erzähler | Imagawa Yoshimoto         | Kenji Nomura        |
| Shingen Takeda              | Takeda Shingen            | Kenji Hamada        |
| Kenshin Uesugi              | Uesugi Kenshin            | Kazuyuki Okitsu     |
| Motonari Mōri               | Mōri Motonari             | Hideo Ishikawa      |
| Nagamasa Azai               | Azai Nagamasa             | Hiroshi Kamiya      |
| Hisahide Matsunaga          | Matsunaga Hisahide        | Kōji Ishii          |
| Nō                          | Nōhime                    | Yukiyo Fujii        |
| Mitsuki                     | ohne entsprechende Person | Marika Kōno         |
| Toshiie Maeda               | Maeda Toshiie             | Katsuyuki Konishi   |
| Katsuie Shibata             | Shibata Katsuie           | Eiji Takemoto       |
| Oichi                       | Oichi                     | Ai Maeda            |
| Toshimitsu Saitō            | Saitō Toshimitsu          | Shogo Sakata        |
| Shikanosuke Yamanaka        | Yamanaka Shikanosuke      | Yōhei Azakami       |
| Hanbei Takenaka             | Takenaka Shigeharu        | Umeka Shōji         |
| Kanbei Kuroda               | Kuroda Yoshitaka          | Masaya Takatsuka    |
| Kazuuji Nakamura            | Nakamura Kazuuji          | Ryōhei Arai         |
| Sena                        | Tsukiyama-dono            | Haruka Terui        |
| Tadakatsu Honda             | Honda Tadakatsu           | Chikahiro Kobayashi |
| Hanzō Hattori               | Hattori Hanzō             | Takaya Kuroda       |
| Sandayū Momochi             | Momochi Sandayū           | Kenjiro Tsuda       |
| Takakage Kobayakawa         | Kobayakawa Takakage       | Hiroshi Okamoto     |
| Magoichi Saika              | Suzuki Magoichi           | Hiroshi Isobe       |
| Yasuke                      | Yasuke                    | Paddy Ryan          |
| Nobuyuki Oda                | Oda Nobuyuki              | Kōsuke Tanabe       |
| Motonobu Okabe              | Okabe Motonobu            | Ryōsuke Asano       |
| Katsuyori Takeda            | Takeda Katsuyori          | Hiroshi Okamoto     |
| Motoharu Kikkawa            | Kikkawa Motoharu          | Shonsuke Kanie      |
| Terumoto Mōri               | Mōri Terumoto             | Masamu Ono          |
| Dōsan Saitō                 | Saitō Dōsan               | Shuki Imagawa       |
| Yoshitatsu Saitō            | Saitō Yoshitatsu          | Takumu Miyazono     |
| Yoshikage Asakura           | Asakura Yoshikage         | Yasunao Sakai       |
| Yoshiaki Ashikaga           | Ashikaga Yoshiaki         | Yūdai Mino          |
| Fujihide Mitsubuchi         | Mitsubuchi Fujihide       | Yusuke Tomioka      |

## Veröffentlichung
Samurai Warriors wurde erstmals während einer Nintendo-Direct-Videopräsentation am 17. Februar 2021 für die Nintendo Switch angekündigt. Als Veröffentlichungsfenster wurde der Sommer 2021 genannt. Bereits eine Woche später wurde in einem Livestream zum Spiel die Veröffentlichung auf der Nintendo Switch und der PlayStation 4 in Japan auf den 24. Juni 2021 festgelegt. Als weltweiter Veröffentlichungstermin für diese Konsolen sowie für Windows-Systeme wurde der 27. Juli genannt. Zu einem späteren Zeitpunkt wurde eine Xbox-One-Version angekündigt, die zeitgleich zu den anderen Konsolenversionen erscheinen soll.
Am 16. Juni 2021 wurde in Japan eine Demo-Version des Spiels für die Nintendo Switch, die PlayStation 4 und die Xbox One veröffentlicht. Am 21. Juli 2021 ist die Demo-Version auch auf dem Rest der Welt erschienen.

## Rezeption
Je nach Plattform erhielt Samurai Warriors 5 größtenteils gemischte bis positive Bewertungen aus der Fachpresse. Auf dem Review-Aggregator Metacritic erhielt das Spiel zwischen 74 und 80 von 100 möglichen Punkten. Während die Windows-Version dort mit 74 Punkten größtenteils gemischte Bewertungen erhielt und am schlechtesten abschnitt, erzielte die Nintendo-Switch-Version mit 80 Punkten die beste Meta-Wertung auf Metacritic bei größtenteils positiven Bewertungen.

## Verkaufszahlen
Laut Angaben der japanischen Videospiel-Zeitschrift Famitsu konnte sich Samurai Warriors 5 in seiner ersten Verkaufswoche im Einzelhandel über 94.336 Mal verkaufen; digitale Verkäufe über den Nintendo eShop oder über den PlayStation Store wurden nicht ausgewertet. Die PlayStation-4-Version des Spiels debütierte mit 55.675 verkauften Einheiten auf Platz 2 der japanischen Videospiel-Charts, die Nintendo-Switch-Version mit 38.691 auf Platz 3. Über alle Plattformen aufsummiert war Samurai Warriors 5 sogar das meistverkaufte Spiel der Woche.
Die folgende Tabelle gibt die von der Famitsu angegebenen Verkaufszahlen in Japan. Die Famitsu wertet in ihren wöchentlichen Charts nur Verkäufe aus dem Einzelhandel aus, digitale Verkäufe aus dem Nintendo eShop oder dem PlayStation Store sind nicht miteinberechnet.
| Verkaufswoche | Zeitraum                | PlayStation 4 | PlayStation 4 | Nintendo Switch | Nintendo Switch | Insgesamt |
| Verkaufswoche | Zeitraum                | Verkäufe      | Platzierung   | Verkäufe        | Platzierung     | Insgesamt |
| ------------- | ----------------------- | ------------- | ------------- | --------------- | --------------- | --------- |
| 1             | 21. – 27. Juni 2021     | 55.675        | 2             | 38.691          | 3               | 94.366    |
| 2             | 28. Juni – 4. Juli 2021 | 10.292        | 6             | 11.555          | 5               | 116.213   |
| 3             | 5. – 11. Juli 2021      | 4.409         | 18            | 5.324           | 14              | 125.946   |
| 4             | 12. – 18. Juli 2021     | 2.351         | 24            | 2.892           | 23              | 131.189   |
| 5             | 19. – 25. Juli 2021     | –             | –             | 2.888           | 23              | –         |

Der Publisher Koei Tecmo gab ihn seinem vierteljährlichen Finanzbericht im Juli 2021 bekannt, dass sich Samurai Warriors 5 bis zum 30. Juni 2021 über 280.000 Mal verkauft habe. Diese Zahlen beinhalten sowohl physische Verkäufe aus dem Einzelhandel als auch digitale Verkäufe. Da das Spiel außerhalb Asiens erst im Juli 2021 erschienen ist, beinhalten diese Zahlen nur Verkäufe aus Japan und anderen asiatischen Ländern, in denen das Spiel bereits erschienen war.